# Podosilis goaensis
Podosilis goaensis es una especie de coleóptero de la familia Cantharidae.

## Distribución geográfica
Habita en Goa (India).